# Ariane M
Ariane M é um sistema de lançamento descartável europeu hipotético projetado para lançar cargas e colocar tanto em órbita terrestre baixa como também grandes cargas com destino a órbita lunar.

## História
A hipótese do Ariane M apareceu pela primeira vez em 1991 como parte de um estudo do CNES. No entanto, ele não foi desenvolvido por causa dos custos proibitivos e dúvida sobre seus requisitos de missão.

## Futuro
Em 2001, a ESA criou o Programa Aurora. Este programa exige um eventual pouso humano em Marte, que é voltado para ocorre em 2030. Para conseguir tal façanha, um veículo de lançamento pesado é necessária. Portanto, a construção do Ariane M pode ser necessário.